# Parathesis calimensis
Parathesis calimensis är en viveväxtart som beskrevs av Ricketson och Pipoly. Parathesis calimensis ingår i släktet Parathesis och familjen viveväxter. Inga underarter finns listade i Catalogue of Life.